# Thaumaturus
Thaumaturus es un género de peces fósiles, el único encuadrado en la familia Thaumaturidae, pertenecientes al orden de los Salmoniformes. Estos fueron clasificados definitivamente en este orden por Sepkoski (2002).
Vivieron en el Eoceno, en el periodo Lutetiano entre 40.4 y 48.6 millones de años, habiéndose encontrado ejemplares en el Sitio fosilífero de Messel, en Alemania, y en el sur de Francia.
Su alimentación era omnívora, alimentándose del neuston.

## Especies
- † Thaumaturus furcatus (Reuss, 1844)
- † Thaumaturus intermedius (Weitzel, 1933)
- † Thaumaturus lusatus (Gustav Laube, 1900)

## Enaleces externos
- Imagen de Thaumaturus furcatus en BioLib

- Datos: Q7711453
- Multimedia: Thaumaturus / Q7711453